# جامع دزفول
جامع دزفول (بالفارسية: جامع دزفول) الأول والأقدم في مدينة دزفول، ويقع في مقاطعة دزفول، في شارع الإمام الخميني. بناء هذا المسجد هو نمط عمارة ساسانية.